# Osorno (tỉnh)

Bản đồ tỉnh Osorno

Tỉnh Osorno là một tỉnh ở vùng Los Lagos của Chile. Tỉnh này có diện tích 9.223,7 km² và dân số theo điều tra năm 2002 là 221.509 người. Các đơn vị hành chính gồm 7 đô thị. Tỉnh lỵ là thành phố Osorno.
Tỉnh này có đèo Cardenal Antonio Samoré nối với Villa La Angostura và San Carlos de Bariloche ở Argentina. Kinh tế chủ yếu dựa vào ngành chăn nuôi gia súc, ngoài ra du lịch cũng góp một phần quan trọng trong cơ cấu kinh tế tỉnh Osorno.

## Các đô thị
- Osorno
- Puerto Octay
- Purranque
- Puyehue
- Río Negro
- San Pablo
- San Juan de la Costa